# ال هرشفلد

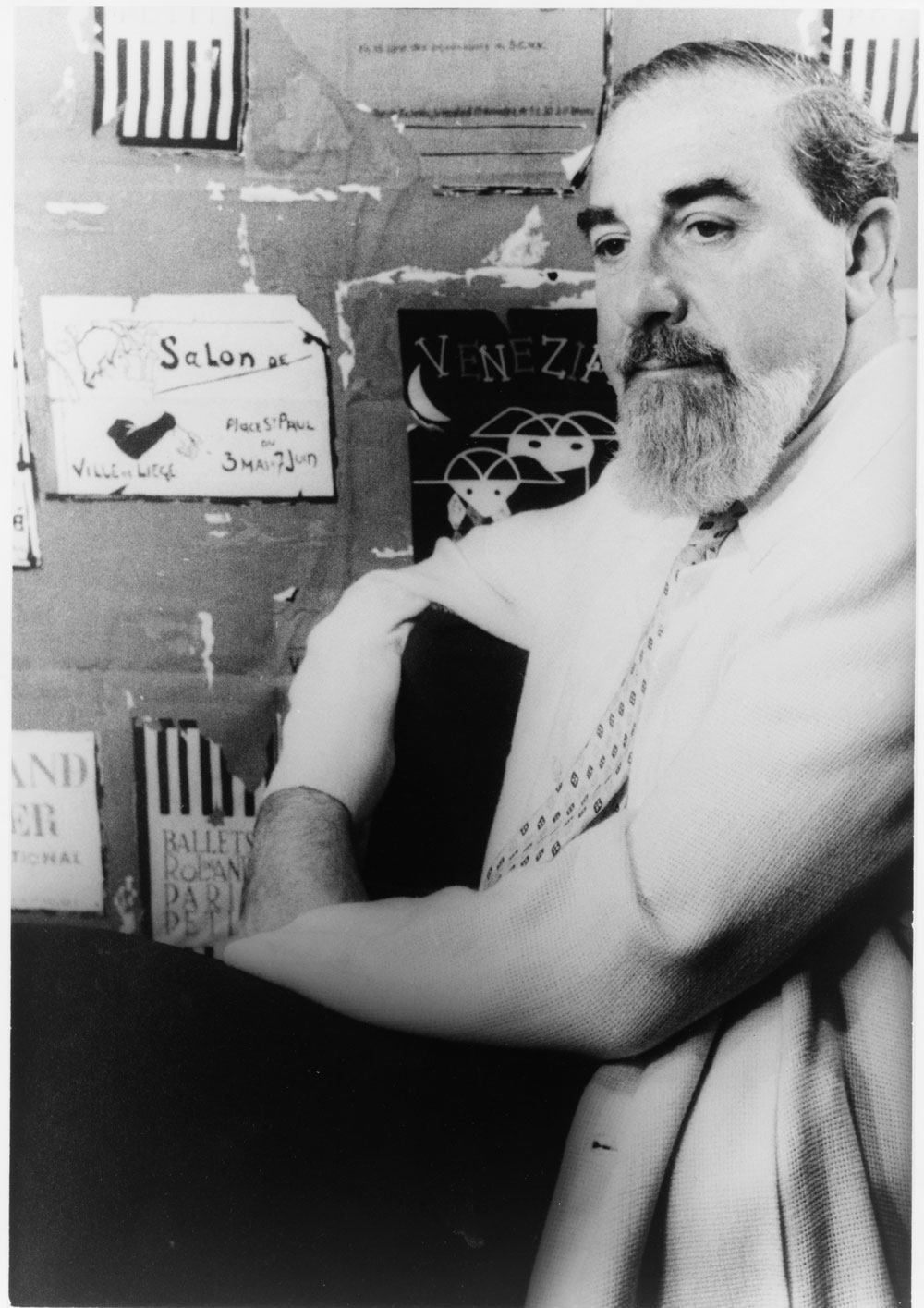
عکسی از هرشفلد اثر کارل ون وکتن، ۱۹۵۵

آلبرت هرشفلد (انگلیسی: Albert Hirschfeld؛ ‏ ۲۱ ژوئن ۱۹۰۳ – ۲۰ ژانویهٔ ۲۰۰۳) کاریکاتوریست و هنرمند اهل ایالات متحده آمریکا بود که به واسطهٔ کاریکاتورهایش از افراد مشهور، سیاستمداران، هنرمندان و ستارگان سینما و تئاتر برادوی شهرت داشت.
طرح‌ها و آثار وی در روزنامهٔ نیویورک تایمز، مجله نیویورک تایمز، تی‌وی گاید، لوک و لایف و تعداد دیگری از نشریات مشهور منتشر شده‌است.
وی طراح پوستر فیلم‌های فراوانی هم بود که از آن میان می‌توان به فیلم‌های چارلی چاپلین و همچنین جادوگر شهر از اشاره کرد.
وی همچنین برندهٔ جوایزی همچون نشان ملی هنر شده‌است.